# 蕭阿魯帶
蕭阿魯帶（?—?），字乙辛隐。辽国軍人。契丹烏隗部出身。糾詳稳蕭女古之子。
蕭阿魯帶年轻时习騎射，通晓兵法。清寧年間开始出仕，累進本部司徒，转任烏古敵烈統軍都监。咸雍八年（1072年），为烏古敵烈部詳稳，加左監門衛上将軍之位。
太安七年（1091年），为山北路副部署。太安九年（1093年），達理得、抜思母二部進攻辽国，蕭阿魯帶率兵迎击。達理得再次掠夺家畜而去，蕭阿魯帶追击，将掠夺的家畜奪回，斬渠帥数人。当年冬，達理得率三百人侵入边境，蕭阿魯帶再次迎击，斬首二百人。加左金吾衛上将軍之位，封蘭陵县公。寿昌元年（1095年），击退抜思母進攻，论功加同中書門下平章事之位，進爵位为郡公，转任西北路招討使。
乾統三年（1103年），因为他把北宋俘虏应当送還之人当做奴隷，被問罪免官。後再被任用，以老病致仕，去世。

## 延伸阅读
[在维基数据编辑]
 《遼史·卷94》，出自脱脱《遼史》